# Melanocyty

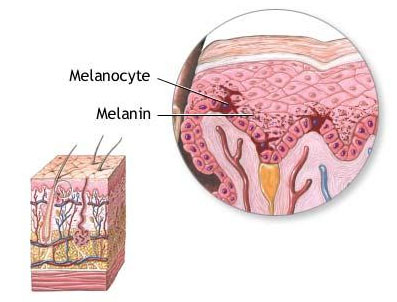
Melanocyty w skórze

Melanocyty (gr. melas, melanos ‘czarny’ kytos ‘komórka’) – komórki pigmentowe wytwarzające w procesie melanogenezy melaninę. Występują w warstwie podstawnej naskórka, a także w błonie naczyniowej oka (naczyniówka, ciało rzęskowe, tęczówka), uchu wewnętrznym (ślimak) oraz oponach mózgowo-rdzeniowych (w oponie pajęczej oraz oponie miękkiej). Liczba melanocytów w naskórku różnych ras ludzi jest podobna, różnią się intensywnością syntezy melaniny.
Melanocyty posiadają liczne wypustki cytoplazmatyczne z pęcherzykami. W komórkach tych występują dwa rodzaje pęcherzyków:
- melanosomy – zdolne do produkcji melaniny
- ziarna melaniny – nie zdolne do produkcji, mogą być przekazywane do:
  - keratynocytów
  - melanoforów[1]

Melanotropina i melatonina regulują aktywność melanocytów.
Melanocyty są wyposażone w mikrofilamenty aktynowe i w mikrotubule. Struktury te umożliwiają ruch melanosomów.
Komórkami macierzystymi dla melanocytów są melanoblasty, powstające z ektodermalnych komórek grzebieni nerwowych. Melanocyty występują też w naczyniach opon miękkich. Pełnią w organizmie funkcje ochronne, zabezpieczając narządy wewnętrzne przed nadmiernym nasłonecznieniem i promieniami UV.